# Schattenbilder
Schattenbilder ist ein Buch mit literarischen Skizzen von Herbert Eulenberg von 1910. Es wurde über einhunderttausendmal verkauft.

## Inhalt
In dem Buch sind 45 kurze Beschreibungen von bekannten Persönlichkeiten aus der deutschen und europäischen Kultur- und Literaturgeschichte enthalten, wie Goethe, Luther, Zola, Shakespeare usw.
Dabei soll das Wesen der Persönlichkeit in einer oder mehreren meist erfundenen Situationen treffend dargestellt werden.
Diese sind mitunter sehr originell beschrieben.
In den nächsten beiden Bänden wurden weitere Persönlichkeiten auf diese Art vorgestellt.

## Hintergründe
Herbert Eulenberg veranstaltete am Düsseldorfer Schauspielhaus seit etwa 1906 wöchentliche Sonntagsmatineen, bei denen er das Werk jeweils eines Dichters vorstellte. Dafür verfasste er einleitende Erzählungen, in denen er kurz deren Persönlichkeit beschrieb.
1910 veröffentlichte er 45 dieser Texte als  Schattenbilder im Verlag von Bruno Cassirer in Berlin. Die Resonanz war sehr zustimmend, in den Literaturrezensionen gab es viel Lob. Besonders hervorgehoben wurde, dass es nicht nüchtern-analytische, sondern freie Beschreibungen waren.
Danach veröffentlichte Herbert Eulenberg weitere Bände Neue Bilder (1912) und Letzte Bilder (1915). Im Ersten Weltkrieg waren diese zeitweise nicht besonders  erwünscht, weil dort auch französische und andere ausländische Persönlichkeiten beschrieben wurden. Danach erschienen wieder weitere Neuauflagen.
1933 erschien die letzte Ausgabe bei Cassirer bei einer Gesamtauflage von 88.000 Exemplaren. Aus den folgenden Jahren ist nur eine Ausgabe 1940 im kleinen Verlag Wittich in Darmstadt bekannt.
1947 erschienen das 97. bis 102. Tausend im Verlage Faehre des Sohnes Till Eulenberg.
In der frühen DDR wurden den Büchern mehr Aufmerksamkeit geschenkt, so gab es im Aufbau Verlag sechs Auflagen von Ausgewählten Schattenbildern von 1950 bis 1954, in Weimar ist eine umfangreiche Lesung in einer Sonntagsmatinee von 1950 bekannt.
In der Bundesrepublik ist die erste Neuausgabe 1965 feststellbar, danach wieder 2013.

## Zitate
Hermann Hesse lobte

„Denn es ist (...) ein liebes kluges, launig frohes, im Grunde sehr ernsthaftes Ding, voll von Kennen und Können, auch voll von Freimut und Waghalsigkeit. Wer es nicht glaubt, der sehe den Aufsatz über Kleist, über Mörike, über Zola, über Jean Paul an!“

Und Felix Poppenberg schwärmte in der Schaubühne

„Es sind keine Analysen der Dichter und ihrer Werke, sondern Reflexe, ein farbiger Abglanz besonderer Menschlichkeiten in einem sehr empfänglichen und magisch tiefen Spiegel. Dichter werden hier erlebt in einer Art von Landschafts- und Naturgefühl,  und das Aroma, die Athmosphäre ihrer ganzen Existenz strömt voll und stark.“